# Masiak
Masiak [pronunciación en polaco: /ˈmaɕak/] es un pueblo ubicado en el distrito administrativo de Gmina Krzynowłoga Małun, dentro del Condado de Przasnysz, Voivodato de Mazovia, en el este de Polonia central. Se encuentra aproximadamente a 3 kilómetros al noroeste de Krzynowłoga Małun, a 21 kilómetros al noroeste de Przasnysz, y a 109 kilómetros al norte de Varsovia.
Durante la ocupación nazi, fue parte del Nuevo Berlín, área de formación militar